# Jesús Pulido Arriero
Jesús Pulido Arriero (Toledo, 21 de febrero de 1965) es un sacerdote y teólogo español, miembro de la Hermandad de Sacerdotes Operarios Diocesanos del Corazón de Jesús. Es el obispo de Coria-Cáceres.

## Biografía

### Formación
Jesús nació el 21 de febrero de 1965, en Santa Ana de Pusa Toledo, España; hijo de Vicente Pulido y Victoria Arriero.
Se licenció en Filosofía y Teología en la Universidad Pontificia de Salamanca (1987).
Completó su formación teológica en Roma, realizando las licenciaturas en Sagrada Escritura por el Pontificio Instituto Bíblico (1990) y el doctorado en Teología Espiritual por la Pontificia Facultad Teológica Teresianum (2015).

### Sacerdocio
Pertenece a la Hermandad de Sacerdotes Operarios Diocesanos (1989), una comunidad de sacerdotes de derecho papal. 
Recibió la ordenación sacerdotal el 31 de julio de 1990, en Majadahonda (Madrid), a manos de Cipriano Calderón Polo. Se incardinó en la Archidiócesis de Toledo.
Fue director de la editorial Sígueme (Salamanca, 1990-1999); subdirector del Pontificio Colegio Español de san José (Roma, 2000-2002); secretario general (2002-2014) y subdirector de su comunidad sacerdotal (2008-2014); consultor de la Congregación para la Educación Católica y oficial de la Sección de Asuntos Generales de la Secretaría de Estado del Vaticano (2013-2015); Vicerrector del Colegio Venezolano en Roma (2014-2015) y del Seminario San Carlos y San Ambrosio en La Habana (hasta 2016); secretario técnico de la Comisión Episcopal para la Doctrina de la Fe (2017), y director de la Biblioteca de Autores Cristianos-BAC (2018).

### Episcopado
El papa Francisco lo nombró obispo de Coria-Cáceres el 7 de diciembre de 2021. Su ordenación y toma de posesión fue el 19 de febrero de 2022.
En la Conferencia Episcopal Española es, desde marzo de 2024, presidente de la Comisión Episcopal para el Clero y Seminarios. Anteriormente ha sido miembro de la Comisión Episcopal para Doctrina de la Fe (2022-2024).
Fue elegido Vice Gran Canciller de la Universidad Pontificia de Salamanca en abril de 2022 por la Asamblea Plenaria de la Conferencia Episcopal Española.
En la Provincia Eclesiástica de Mérida-Badajoz es el obispo encargado de enseñanza, medios de comunicación y juventud y pastoral universitaria.